# Wethouder van Gelukpark
Het Wethouder van Gelukpark, aanvankelijk de Zandkuil genoemd, is een park in de Noord-Hollandse gemeente Bloemendaal. Het park is gelegen halverwege en aan de zuidzijde van de Zeeweg. Het park maakt onderdeel uit van het Nationaal Park Zuid-Kennemerland. Het park ligt in Natura2000-gebied. Honden zijn toegestaan in dit park en mogen hier loslopen, dit in tegendeel tot veel andere gedeeltes van het Nationaal Park. En is geopend aan begin van de jaren 50. Het park is omheind en grenst in het zuiden aan het Kraansvlak, een afgesloten gebied waar wisenten rondlopen.
Het park is vernoemd naar wethouder Dries van Geluk.

## Beschrijving
Het park is zo’n 11,25 ha groot en kent een duinlandschap en is qua vegetatie onder andere bebost met naaldbomen. Centraal in het park bevindt zich een duinmeer. Aan dit meer bevindt zich ook het sterrenrestaurant De Bokkedoorns. Ook is er een restant van een betonnen tankwal te vinden. 

## Geschiedenis
De eerste plannen tot het graven van een meertje aan de Zeeweg, ter hoogte van het gedenkteken De Helmplanters, dateren uit 1940. Door het uitbreken van de Tweede Wereldoorlog kwam dit er niet van. De Duitsers legden bunkers en tankwallen aan. In 1946 kwamen de plannen tot het afgraven van dit stuk duin opnieuw aan het licht. In 1947 verleende de provincie toestemming met als voorwaarde dat de gemeente een landschapsarchitect moet inschakelen. Architect A.P. Smits adviseerde om van nature in de duinen groeiende planten te gebruiken bij de aanleg.
Na een reparatie van het beeld De Helmplanters werd dit monument, ter nagedachtenis aan de eerste persoon die voor het eerst helmgras gebruikte voor het bevorderen van duinaangroei, teruggeplaatst in het park. Het staat sindsdien bij 't Kaasvlakje op een duintop.
Na de aanleg was het meer onder andere een geliefde plek om te schaatsen in de winter bij zowel recreanten als bij de georganiseerde schaatssport.
Bij het afscheid van Wethouder van Geluk werd het park per raadsbesluit van 21 augustus 1958 hernoemd tot Wethouder van Gelukpark.
Begin 2020 was er sprake dat de gemeente het losloopgebied intrekken, en een aanlijnplicht invoeren in het park. Tegen deze plannen ontstond verzet. Uiteindelijk werd in 2021 besloten deze plannen niet door te zetten.